# Грабарчук Володимир Миколайович
Володимир Миколайович Грабарчук (нар. 14 квітня 1946, село Стовпинка Олевського району Житомирської області) — український радянський діяч, водій Олевського автопідприємства 05039 Житомирської області. Депутат Верховної Ради УРСР 9-го скликання.

## Біографія
Освіта середня.
З 1964 р. — продавець магазину.
У 1965 — 1968 р. — служба в Радянській армії.
З 1968 р. — водій автопідприємства 05039 Олевського району Житомирської області.
Потім — на пенсії у селі Стовпинка Олевського району Житомирської області.

## Нагороди
- ордени
- медалі